# Унтершпреевальд (об'єднання громад)
51°58′15″ пн. ш. 13°36′17″ сх. д. / 51.970833333333° пн. ш. 13.604722222222° сх. д.
Унтершпревальд — об'єднання громад («колективний муніципалітет») в окрузі Даме-Шпреевальд, Бранденбург, Німеччина. Його центр знаходиться в місті Ґольсен.
Об'єднання громад Унтершпреевальд складається з таких муніципалітетів:
1. Берстеланд
2. Дрансдорф
3. Ґольсен
4. Казель-Ґольціґ
5. Крауснік-Ґрос-Вассербурґ
6. Ріцноєндорф-Штааков
7. Шлепціґ
8. Шенвальд
9. Штайнрайх
10. Унтершпреевальд

## Демографія
- Розвиток населення з 1875 року в поточних кордонах (синя лінія: населення; пунктирна лінія: порівняння з розвитком населення землі Бранденбург; сірий фон: час нацистського правління; червоний фон: час комуністичного правління)
- Останні зміни та прогнози населення (Розвиток населення до перепису 2011 року (синя лінія); Останні зміни населення за даними перепису населення в Німеччині 2011 року (блакитна лінія); Офіційні прогнози на 2005-2030 роки (жовта лінія); на 2017-2030 роки (червоний) лінія); на 2020-2030 рр. (зелена лінія)